# Збишино
Збишино (пол. Zbyszyno) — село в Польщі, у гміні Бабошево Плонського повіту Мазовецького воєводства.
Населення — 150 осіб (2011).
У 1975-1998 роках село належало до Цехановського воєводства.

## Демографія
Демографічна структура станом на 31 березня 2011 року:
|          | Загалом | Допрацездатний вік | Працездатний вік | Постпрацездатний вік |
| -------- | ------- | ------------------ | ---------------- | -------------------- |
| Чоловіки | 79      | 12                 | 59               | 8                    |
| Жінки    | 71      | 14                 | 38               | 19                   |
| Разом    | 150     | 26                 | 97               | 27                   |